# Pandhurna
Pandhurna ist eine Stadt im indischen Bundesstaat Madhya Pradesh. Die Stadt liegt im Südteil des Bundesstaates.
Die Stadt ist Teil des Distrikts Chhindwara. Pandhurna hat den Status eines Municipal Councils. Die Stadt ist in 30 Wards gegliedert. Sie hatte am Stichtag der Volkszählung 2011 45.479 Einwohner, von denen 23.478 Männer und 22.001 Frauen waren. Hindus bilden mit einem Anteil von über 87 % die Mehrheit der Bevölkerung in der Stadt. Die Alphabetisierungsrate lag 2011 bei 87,0 % und damit leicht über dem nationalen Durchschnitt.